# Hellas Verona Football Club 2014-2015
Questa voce raccoglie le informazioni riguardanti l'Hellas Verona Football Club nelle competizioni ufficiali della stagione 2014-2015.

## Stagione

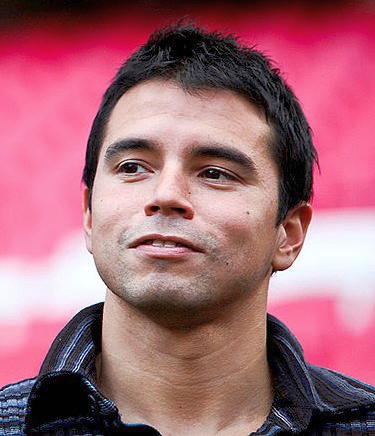
L'attaccante argentino Javier Saviola, nuovo acquisto della compagine scaligera.

Dopo aver chiuso a metà classifica il precedente torneo, l'Hellas Verona si rinforza ulteriormente con gli arrivi del messicano Rafael Márquez (già capitano della sua Nazionale) e dell'argentino Javier Saviola. In campionato i veneti offrono prestazioni inferiori rispetto all'anno prima, subendo - tra le altre - pesanti sconfitte come il 3-1 dal Milan e il 6-2 dal Napoli. La formazione scaligera raggiunge gli ottavi di finale in Coppa Italia, dove viene eliminata dalla Juventus con un netto 6-1 al San Paolo. Un'altra disfatta con i bianconeri, stavolta per 4-0, cala il sipario sul girone d'andata del campionato: l'Hellas mantiene, in quel punto della stagione, un margine di 5 lunghezze sul terzultimo posto.
Nella seconda parte del torneo, la squadra di Mandorlini ottiene 25 punti contro i precedenti 21 assicurandosi in anticipo la salvezza. L'annata si conclude con il "Classico" in casa contro la Juventus (2-2 con pareggio scaligero all'ultima azione), dove Rafael para un rigore battuto da Tévez e l'ormai capitano Luca Toni si aggiudica la soddisfazione, con 22 reti segnate - in coabitazione con l'interista Icardi - il titolo di miglior marcatore; con 38 anni compiuti al momento della vittoria, il centravanti risulta il calciatore più longevo nella storia della massima serie a riuscire nella suddetta impresa, nonché il primo in assoluto della squadra gialloblu. Benché il risultato di tale partita fosse insignificante per entrambe le formazioni, la Juventus non colse attentamente l'avvertimento tramutatosi nella disastrosa finale di Champions.

## Divise e sponsor
Lo sponsor tecnico, confermato, per la stagione è Nike, mentre il main sponsor per il campionato è Franklin and Marshall con Agsm, Leaderform come co-jersey sponsor.
| Casa | Trasferta | Terza divisa | 1ª div. portiere | 2ª div. portiere | 3ª div. portiere | 4ª div. portiere |

## Rosa
| N. |                      | Ruolo | Calciatore                 |
| -- | -------------------- | ----- | -------------------------- |
| 17 | Brasile (bandiera)   | A     | Filippo Magrini            |
| 2  | Uruguay (bandiera)   | D     | Guillermo Rodríguez        |
| 3  | Italia (bandiera)    | D     | Eros Pisano                |
| 4  | Messico (bandiera)   | D     | Rafael Márquez             |
| 5  | Danimarca (bandiera) | D     | Frederik Sørensen          |
| 7  | Argentina (bandiera) | A     | Javier Saviola             |
| 8  | Marocco (bandiera)   | C     | Mounir Obbadi              |
| 9  | Italia (bandiera)    | A     | Luca Toni (capitano)       |
| 10 | Islanda (bandiera)   | C     | Emil Hallfreðsson          |
| 11 | Serbia (bandiera)    | C     | Boško Janković             |
| 16 | Spagna (bandiera)    | D     | Antonio Luna Rodríguez     |
| 17 | Italia (bandiera)    | D     | Francesco Zampano          |
| 17 | Uruguay (bandiera)   | A     | Nicolás López              |
| 18 | Grecia (bandiera)    | D     | Vaggelīs Moras             |
| 19 | Italia (bandiera)    | C     | Leandro Greco              |
| 20 | Grecia (bandiera)    | C     | Lazaros Christodoulopoulos |
| 21 | Argentina (bandiera) | A     | Juanito Gómez              |
| 22 | Italia (bandiera)    | P     | Francesco Benussi          |
| 23 | Moldavia (bandiera)  | C     | Artur Ioniță               |

| N. |                    | Ruolo | Calciatore            |
| -- | ------------------ | ----- | --------------------- |
| 25 | Brasile (bandiera) | D     | Rafael Marques        |
| 26 | Italia (bandiera)  | C     | Jacopo Sala           |
| 27 | Italia (bandiera)  | C     | Mattia Valoti         |
| 28 | Italia (bandiera)  | D     | Davide Brivio         |
| 30 | Brasile (bandiera) | C     | Gustavo Campanharo    |
| 32 | Italia (bandiera)  | P     | Lorenzo Ferrari       |
| 33 | Italia (bandiera)  | D     | Alessandro Agostini   |
| 34 | Ghana (bandiera)   | C     | Alimeyaw Salifù       |
| 36 | Italia (bandiera)  | D     | Filippo Boni          |
| 40 | Uruguay (bandiera) | D     | Alejandro González    |
| 69 | Italia (bandiera)  | P     | Alessandro Salvetti   |
| 70 | Brasile (bandiera) | A     | Fernandinho           |
| 71 | Croazia (bandiera) | D     | Ivan Martić           |
| 77 | Grecia (bandiera)  | C     | Panagiōtīs Tachtsidīs |
| 93 | Algeria (bandiera) | A     | Mohamed Fares         |
| 95 | Italia (bandiera)  | P     | Pierluigi Gollini     |
| 96 | Italia (bandiera)  | A     | Pierluigi Cappelluzzo |
| 97 | Italia (bandiera)  | C     | Luca Checchin         |
| 99 | Brasile (bandiera) | A     | Nenê                  |

## Calciomercato

### Sessione estiva(dal 1/7 al 1/9)[17][18]
| Acquisti | Acquisti                   | Acquisti       | Acquisti                                          |
| R.       | Nome                       | da             | Modalità                                          |
| -------- | -------------------------- | -------------- | ------------------------------------------------- |
| P        | Pierluigi Gollini          | Manchester Utd | svincolato                                        |
| P        | Lorenzo Ferrari            | Milan          | definitivo                                        |
| P        | Francesco Benussi          | Udinese        | definitivo                                        |
| D        | Ivan Martić                | svincolato     | definitivo                                        |
| D        | Daniele Guglielmi          | Barletta       | prestito con diritto di riscatto                  |
| D        | Antonio Luna Rodríguez     | Aston Villa    | prestito con diritto di riscatto                  |
| D        | Rafael Márquez             | León           | definitivo                                        |
| D        | Guillermo Rodríguez        | Torino         | definitivo                                        |
| D        | Frederik Sørensen          | Juventus       | prestito con diritto di riscatto e controriscatto |
| D        | Davide Brivio              | Atalanta       | prestito con diritto di riscatto                  |
| C        | Artur Ioniță               | svincolato     | definitivo                                        |
| C        | Lazaros Christodoulopoulos | Bologna        | definitivo                                        |
| C        | Alessandro Checchin        | Alessandria    | prestito con diritto di riscatto                  |
| C        | Mattia Valoti              | AlbinoLeffe    | prestito con diritto di riscatto                  |
| C        | Panagiōtīs Tachtsidīs      | Genoa          | prestito con diritto di riscatto                  |
| C        | Mounir Obbadi              | Monaco         | prestito con diritto di riscatto                  |
| C        | Gustavo Campanharo         | Bragantino     | prestito con diritto di riscatto                  |
| A        | Pierluigi Cappelluzzo      | svincolato     | definitivo                                        |
| A        | Nenè                       | svincolato     | definitivo                                        |
| A        | Enrico Bearzotti           | Pordenone      | definitivo                                        |
| A        | Nicolás López              | Udinese        | prestito con diritto di riscatto e controriscatto |
| A        | Javier Saviola             | Olympiacos     | definitivo                                        |

| Cessioni | Cessioni                | Cessioni     | Cessioni                                          |
| R.       | Nome                    | a            | Modalità                                          |
| -------- | ----------------------- | ------------ | ------------------------------------------------- |
| P        | Nícolas                 | Lanciano     | prestito                                          |
| P        | Nikolaj Mihajlov        |              | risoluzione consensuale                           |
| D        | Fabrizio Cacciatore     | Sampdoria    | risoluzione comproprietà                          |
| D        | Michelangelo Albertazzi | Milan        | risoluzione comproprietà                          |
| D        | Harallamb Qaqi          | Barletta     | prestito                                          |
| D        | Ivano Baldanzeddu       | Entella      | prestito                                          |
| D        | Domenico Maietta        | Bologna      | definitivo                                        |
| D        | Matteo Bianchetti       | Empoli       | prestito                                          |
| D        | Francesco Zampano       | Pescara      | prestito                                          |
| D        | Dino Martinović         |              | risoluzione consensuale                           |
| C        | Simone Calvano          | Pistoiese    | prestito                                          |
| C        | Ezequiel Cirigliano     | River Plate  | fine prestito                                     |
| C        | Simon Laner             | Carpi        | prestito                                          |
| C        | Alessandro Carrozza     | Lecce        | definitivo                                        |
| C        | Gennaro Esposito        | Venezia      | prestito                                          |
| C        | Paolo Grossi            | Lanciano     | prestito                                          |
| C        | Massimo Donati          | Bari         | definitivo                                        |
| C        | Rômulo                  | Juventus     | prestito con diritto di riscatto                  |
| C        | Godfred Donsah          | Cagliari     | definitivo                                        |
| A        | Raphael Martinho        | Catania      | risoluzione comproprietà                          |
| A        | Andrea Cocco            | Vicenza      | definitivo                                        |
| A        | Nicola Ferrari          | Modena       | definitivo                                        |
| A        | Juan Manuel Iturbe      | Roma         | definitivo                                        |
| A        | Alessandro Sgrigna      | Cittadella   | definitivo                                        |
| A        | Ernesto Torregrossa     | Crotone      | prestito con diritto di riscatto e controriscatto |
| A        | Daniele Ragatzu         | Pro Vercelli | definitivo                                        |
| A        | Pasquale De Vita        | Lanciano     | prestito con diritto di riscatto                  |
| A        | Daniele Cacia           |              | fine contratto                                    |
| A        | Alessandro Gatto        | Modena       | prestito con diritto di riscatto e controriscatto |
| A        | Michael Rabušic         | Perugia      | prestito con diritto di riscatto e controriscatto |

### Sessione invernale(dal 5/1 al 2/2)
| Acquisti | Acquisti        | Acquisti | Acquisti                         |
| R.       | Nome            | da       | Modalità                         |
| -------- | --------------- | -------- | -------------------------------- |
| D        | Eros Pisano     | Palermo  | prestito con diritto di riscatto |
| D        | Davide Riccardi | Udinese  | definitivo                       |
| C        | Leandro Greco   | Genoa    | prestito con diritto di riscatto |
| A        | Fernandinho     | Grêmio   | prestito con diritto di riscatto |

| Cessioni | Cessioni               | Cessioni    | Cessioni                         |
| R.       | Nome                   | a           | Modalità                         |
| -------- | ---------------------- | ----------- | -------------------------------- |
| D        | Alejandro González     | Cagliari    | prestito con diritto di riscatto |
| D        | Antonio Luna Rodríguez | Aston Villa | risoluzione del prestito         |
| A        | Nenê                   | Spezia      | prestito                         |

## Risultati

### Serie A

#### Girone di andata
| Bergamo 31 agosto 2014, ore 18:00 CEST 1ª giornata | Atalanta          | 0 – 0 referto | Verona | Stadio Atleti Azzurri d'Italia (14 925 spett.)\| Arbitro: \| Rizzoli (Bologna) \| |
| Arbitro:                                           | Rizzoli (Bologna) |               |        |                                                                                   |

| Arbitro: | Rocchi (Firenze) |

|                                   |           |             |
| Toni 41’ (rig.) Pisano 78’ (aut.) | Marcatori | 18’ Vázquez |

| Arbitro: | Banti (Livorno) |

|  |           |            |
|  | Marcatori | 66’ Ioniță |

| Arbitro: | Tommasi (Bassano del Grappa) |

|                           |           |                |
| Tachtsidis 52’ Ioniță 65’ | Marcatori | 35’, 48’ Matri |

| Arbitro: | Russo (Nola) |

|                         |           |  |
| Florenzi 75’ Destro 86’ | Marcatori |  |

| Arbitro: | Giacomelli (Trieste) |

|                |           |  |
| Tachtsidis 89’ | Marcatori |  |

| Arbitro: | Valeri (Roma 2) |

|                |           |                                          |
| Nico Lòpez 87’ | Marcatori | 21’ (aut.) Rafael Marques 27’, 56’ Honda |

| Arbitro: | Gervasoni (Mantova) |

|                                                             |           |                                |
| Hamšík 44’, 58’ Higuaín 68’, 84’, 90+1’ (rig.) Callejón 76’ | Marcatori | 1’ Hallfreðsson 66’ Nico López |

| Arbitro: | Irrati (Pistoia) |

|                 |           |           |
| Toni 68’ (rig.) | Marcatori | 43’ Lulic |

| Arbitro: | Calvarese (Teramo) |

|            |           |           |
| Defrel 22’ | Marcatori | 77’ Gómez |

| Arbitro: | Rocchi (Firenze) |

|                 |           |                         |
| Icardi 18’, 48’ | Marcatori | 10’ Toni 89’ Nico López |

| Arbitro: | Di Bello (Brindisi) |

|                |           |                            |
| Nico López 39’ | Marcatori | 16’ Rodríguez 62’ Cuadrado |

| Arbitro: | Doveri (Roma 1) |

|                           |           |          |
| N. Sansone 50’ Taider 77’ | Marcatori | 7’ Moras |

| Arbitro: | Tommasi (Bassano del Grappa) |

|          |           |                                          |
| Toni 37’ | Marcatori | 28’ (rig.) Éder 57’ Okaka 62’ Gabbiadini |

| Arbitro: | Peruzzo (Schio) |

|               |           |                                   |
| Di Natale 31’ | Marcatori | 45+1’ Toni 46’ Christodoulopoulos |

| Arbitro: | Gervasoni (Mantova) |

|  |           |              |
|  | Marcatori | 81’ Paloschi |

| Empoli 6 gennaio 2015, ore 15:00 CET 17ª giornata | Empoli               | 0 – 0 referto | Verona | Stadio Carlo Castellani (7 705 spett.)\| Arbitro: \| Giacomelli (Trieste) \| |
| Arbitro:                                          | Giacomelli (Trieste) |               |        |                                                                              |

| Arbitro: | Gavillucci (Latina) |

|                                |           |          |
| Sala 39’ Toni 72’ Valoti 90+1’ | Marcatori | 63’ Lodi |

| Arbitro: | Irrati (Pistoia) |

|                                    |           |  |
| Pogba 3’ Tévez 7’, 74’ Pereyra 66’ | Marcatori |  |

#### Girone di ritorno
| Arbitro: | Doveri (Roma 1) |

|             |           |  |
| Saviola 53’ | Marcatori |  |

| Arbitro: | Tommasi (Bassano del Grappa) |

|                        |           |               |
| Dybala 18’ Belotti 79’ | Marcatori | 8’ Tachtsidis |

| Arbitro: | Fabbri (Ravenna) |

|          |           |                                                        |
| Toni 83’ | Marcatori | 32’ Martínez 50’ (rig.) Quagliarella 90+2’ El Kaddouri |

| Arbitro: | Damato (Barletta) |

|                                                               |           |               |
| Agostini 10’ (aut.) Niang 13’, 30’ Bertolacci 66’ Perotti 86’ | Marcatori | 21’, 58’ Toni |

| Arbitro: | Gervasoni (Mantova) |

|              |           |           |
| Janković 38’ | Marcatori | 26’ Totti |

| Arbitro: | Valeri (Roma) |

|           |           |                   |
| Conti 90’ | Marcatori | 9’ Toni 56’ Gómez |

| Arbitro: | Giacomelli (Trieste) |

|                                        |           |                                  |
| Ménez 41’ (rig.) Tachtsidis 47’ (aut.) | Marcatori | 18’ (rig.) Toni 90+5’ Nico López |

| Arbitro: | Banti (Livorno) |

|              |           |  |
| Toni 7’, 51’ | Marcatori |  |

| Arbitro: | Massa (Imperia) |

|                                   |           |  |
| Felipe Anderson 4’ Candreva 45+2’ | Marcatori |  |

| Arbitro: | Orsato (Schio) |

|                        |           |                                     |
| Toni 3’, 62’ Gómez 30’ | Marcatori | 70’ Carbonero 77’ Brienza 81’ Succi |

| Arbitro: | Tagliavento (Terni) |

|  |           |                                           |
|  | Marcatori | 11’ Icardi 48’ Palacio 90+2’ (aut.) Moras |

| Arbitro: | Mazzoleni (Bergamo) |

|  |           |            |
|  | Marcatori | 90’ Obbadi |

| Arbitro: | Chiffi (Padova) |

|                         |           |                                   |
| Gómez 30’ Toni 63’, 70’ | Marcatori | 35’ (aut.) Moras 89’ Floro Flores |

| Arbitro: | Irrati (Pistoia) |

|                  |           |          |
| De Silvestri 65’ | Marcatori | 68’ Toni |

| Arbitro: | Cervellera (Taranto) |

|  |           |               |
|  | Marcatori | 62’ Di Natale |

| Arbitro: | Rizzoli (Bologna) |

|                                   |           |                    |
| Paloschi 9’ Pellissier 40’ (rig.) | Marcatori | 20’ Gómez 26’ Toni |

| Arbitro: | La Penna (Roma) |

|                    |           |             |
| Moras 24’ Sala 67’ | Marcatori | 6’ Saponara |

| Arbitro: | Minelli (Varese) |

|                         |           |                      |
| Nocerino 21’ Varela 36’ | Marcatori | 42’, 80’ (rig.) Toni |

| Arbitro: | Di Bello (Brindisi) |

|                      |           |                          |
| Toni 48’ Gómez 90+3’ | Marcatori | 42’ Pereyra 57’ Llorente |

### Coppa Italia

#### Turni preliminari
| Arbitro: | Tommasi (Bassano del Grappa) |

|                                           |           |  |
| Toni 50’ Moras 61’ Christodoulopoulos 67’ | Marcatori |  |

| Arbitro: | Cervellera (Taranto) |

|                    |           |  |
| Saviola 17’ (rig.) | Marcatori |  |

#### Fase ad eliminazione diretta
| Arbitro: | Calvarese (Teramo) |

|                                                                      |           |          |
| Giovinco 5’, 45+1’ Pereyra 21’ Pogba 53’ Morata 63’ (rig.) Coman 79’ | Marcatori | 57’ Nenê |

## Statistiche

### Statistiche di squadra
| Competizione | Punti | In casa | In casa | In casa | In casa | In casa | In casa | In trasferta | In trasferta | In trasferta | In trasferta | In trasferta | In trasferta | Totale | Totale | Totale | Totale | Totale | Totale | D.R. |
| Competizione | Punti | G       | V       | N       | P       | Gf      | Gs      | G            | V            | N            | P            | Gf           | Gs           | G      | V      | N      | P      | Gf     | Gs     | D.R. |
| ------------ | ----- | ------- | ------- | ------- | ------- | ------- | ------- | ------------ | ------------ | ------------ | ------------ | ------------ | ------------ | ------ | ------ | ------ | ------ | ------ | ------ | ---- |
| Serie A      | 46    | 19      | 7       | 5       | 7       | 27      | 30      | 19           | 4            | 8            | 7            | 22           | 35           | 38     | 11     | 13     | 14     | 49     | 65     | -16  |
| Coppa Italia | -     | 2       | 2       | 0       | 0       | 4       | 0       | 1            | 0            | 0            | 1            | 1            | 6            | 3      | 2      | 0      | 1      | 5      | 6      | -1   |
| Totale       | 46    | 21      | 9       | 5       | 7       | 31      | 30      | 20           | 4            | 8            | 8            | 23           | 41           | 41     | 13     | 13     | 15     | 54     | 71     | -17  |

### Andamento in campionato
| Giornata  | 1  | 2 | 3 | 4 | 5 | 6 | 7 | 8  | 9  | 10 | 11 | 12 | 13 | 14 | 15 | 16 | 17 | 18 | 19 | 20 | 21 | 22 | 23 | 24 | 25 | 26 | 27 | 28 | 29 | 30 | 31 | 32 | 33 | 34 | 35 | 36 | 37 | 38 |
| --------- | -- | - | - | - | - | - | - | -- | -- | -- | -- | -- | -- | -- | -- | -- | -- | -- | -- | -- | -- | -- | -- | -- | -- | -- | -- | -- | -- | -- | -- | -- | -- | -- | -- | -- | -- | -- |
| Luogo     | T  | C | T | C | T | C | C | T  | C  | T  | T  | C  | T  | C  | T  | C  | T  | C  | T  | C  | T  | C  | T  | C  | T  | T  | C  | T  | C  | C  | T  | C  | T  | C  | T  | C  | T  | C  |
| Risultato | N  | V | V | N | P | V | P | P  | N  | N  | N  | P  | P  | P  | V  | P  | N  | V  | P  | V  | P  | P  | P  | N  | V  | N  | V  | P  | N  | P  | V  | V  | N  | P  | N  | V  | N  | N  |
| Posizione | 14 | 7 | 3 | 6 | 7 | 6 | 8 | 10 | 11 | 11 | 10 | 12 | 14 | 15 | 13 | 15 | 15 | 13 | 14 | 14 | 14 | 14 | 15 | 14 | 14 | 15 | 14 | 16 | 15 | 15 | 14 | 12 | 13 | 14 | 15 | 12 | 13 | 13 |

Fonte:  Serie A – Classifiche, su sport.sky.it, Sky Sport. URL consultato il 16 settembre 2014 (archiviato dall'url originale l'11 settembre 2014).
Legenda:

Luogo: C = Casa; T = Trasferta. Risultato: V = Vittoria; N = Pareggio; P = Sconfitta.

### Statistiche dei giocatori
Sono in corsivo i calciatori che hanno lasciato la società a stagione in corso.
| Giocatore             | Serie A  | Serie A | Serie A     | Serie A    | Coppa Italia | Coppa Italia | Coppa Italia | Coppa Italia | Totale   | Totale | Totale      | Totale     |
| Giocatore             | Presenze | Reti    | Ammonizioni | Espulsioni | Presenze     | Reti         | Ammonizioni  | Espulsioni   | Presenze | Reti   | Ammonizioni | Espulsioni |
| --------------------- | -------- | ------- | ----------- | ---------- | ------------ | ------------ | ------------ | ------------ | -------- | ------ | ----------- | ---------- |
| A. Agostini           | 22       | 0       | 4           | 0          | 2            | 0            | 0            | 0            | 24       | 0      | 4           | 0          |
| F. Benussi            | 16       | -25     | 1           | 0          | 1            | 0            | 0            | 0            | 17       | -25    | 1           | 0          |
| F. Boni               | 0        | 0       | 0           | 0          | -            | -            | -            | -            | 0        | 0      | 0           | 0          |
| D. Brivio             | 13       | 0       | 1           | 0          | 1            | 0            | 0            | 0            | 14       | 0      | 1           | 0          |
| G. Campanharo         | 15       | 0       | 4           | 0          | 2            | 0            | 1            | 0            | 17       | 0      | 5           | 0          |
| P. Cappelluzzo        | 0        | 0       | 0           | 0          | 1            | 0            | 0            | 0            | 1        | 0      | 0           | 0          |
| L. Checchin           | 0        | 0       | 0           | 0          | 0            | 0            | 0            | 0            | 0        | 0      | 0           | 0          |
| L. Christodoulopoulos | 22       | 1       | 3           | 0          | 2            | 1            | 0            | 0            | 24       | 2      | 3           | 0          |
| M. Fares              | 1        | 0       | 0           | 0          | 1            | 0            | 0            | 0            | 2        | 0      | 0           | 0          |
| Fernandinho           | 6        | 0       | 0           | 0          | -            | -            | -            | -            | 6        | 0      | 0           | 0          |
| L. Ferrari            | 0        | 0       | 0           | 0          | -            | -            | -            | -            | 0        | 0      | 0           | 0          |
| P. Gollini            | 3        | -5      | 0           | 0          | 0            | 0            | 0            | 0            | 3        | -5     | 0           | 0          |
| J. Gomez              | 26       | 6       | 7           | 0          | 2            | 0            | 0            | 0            | 28       | 6      | 7           | 0          |
| A. González           | 5        | 0       | 0           | 0          | 0            | 0            | 0            | 0            | 5        | 0      | 0           | 0          |
| L. Greco              | 18       | 0       | 5           | 0          | 1            | 0            | 0            | 0            | 19       | 0      | 5           | 0          |
| E. Hallfreðsson       | 28       | 1       | 8           | 1          | 3            | 0            | 1            | 0            | 31       | 1      | 9           | 1          |
| A. Ioniță             | 18       | 2       | 4           | 0          | 1            | 0            | 0            | 0            | 19       | 2      | 4           | 0          |
| B. Janković           | 18       | 1       | 4           | 0          | 1            | 0            | 0            | 0            | 19       | 1      | 4           | 0          |
| A. Luna               | 0        | 0       | 0           | 0          | 0            | 0            | 0            | 0            | 0        | 0      | 0           | 0          |
| R. Marques            | 18       | 0       | 2           | 0          | 1            | 0            | 0            | 0            | 19       | 0      | 2           | 0          |
| R. Márquez            | 26       | 0       | 6           | 3          | 3            | 0            | 0            | 0            | 29       | 0      | 6           | 3          |
| I. Martić             | 16       | 0       | 3           | 0          | 2            | 0            | 0            | 0            | 18       | 0      | 3           | 0          |
| V. Moras              | 35       | 2       | 4           | 0          | 1            | 1            | 0            | 0            | 36       | 3      | 4           | 0          |
| Nenê                  | 8        | 0       | 1           | 0          | 3            | 1            | 1            | 0            | 11       | 1      | 2           | 0          |
| Nico López            | 24       | 5       | 2           | 0          | 2            | 0            | 0            | 0            | 26       | 5      | 2           | 0          |
| M. Obbadi             | 22       | 1       | 6           | 0          | 1            | 0            | 0            | 0            | 23       | 1      | 6           | 0          |
| E. Pisano             | 15       | 0       | 3           | 0          | -            | -            | -            | -            | 15       | 0      | 3           | 0          |
| Rafael                | 20       | -35     | 1           | 1          | 2            | -6           | 0            | 0            | 22       | -41    | 1           | 1          |
| G. Rodriguez          | 13       | 0       | 4           | 0          | 2            | 0            | 1            | 0            | 15       | 0      | 5           | 0          |
| J. Sala               | 16       | 2       | 3           | 2          | 0            | 0            | 0            | 0            | 16       | 2      | 3           | 2          |
| A. Salifù             | -        | -       | -           | -          | 0            | 0            | 0            | 0            | 0        | 0      | 0           | 0          |
| A. Salvetti           | 0        | 0       | 0           | 0          | 0            | 0            | 0            | 0            | 0        | 0      | 0           | 0          |
| J. Saviola            | 15       | 1       | 1           | 0          | 1            | 1            | 0            | 0            | 16       | 2      | 1           | 0          |
| F. Sørensen           | 10       | 0       | 3           | 0          | 1            | 0            | 0            | 0            | 11       | 0      | 3           | 0          |
| P. Tachtsidis         | 34       | 3       | 10          | 0          | 1            | 0            | 0            | 0            | 35       | 3      | 10          | 0          |
| L. Toni               | 38       | 22      | 3           | 0          | 1            | 1            | 0            | 0            | 39       | 23     | 3           | 0          |
| M. Valoti             | 10       | 1       | 4           | 0          | 3            | 0            | 0            | 0            | 13       | 1      | 4           | 0          |
| F. Zampano            | -        | -       | -           | -          | 0            | 0            | 0            | 0            | 0        | 0      | 0           | 0          |